# Blackview BV7000 Pro
Blackview BV7000 Pro — защищённый смартфон, выпущенный китайской компанией Blackview в 2017 году.

## Экран
Смартфон оснащён ёмкостным сенсорным экраном диагональю 5 дюймов, распознающим 10 одновременных касаний (10-точечный мультитач). Разрешение экрана составляет 1920х1080 (FullHD), отношение сторон — 16:9, разрешающая способность — 440 пикселей на дюйм (ppi). Экран способен отображать 16777216 оттенков.

## Защита
Смартфон обладает защитой от падений, корпус оснащён прорезиненными вставками. Также корпус защищен от воды и пыли. Все разъёмы закрыты заглушками (USB-C снизу, гнездо для наушников сверху и лоток с SIM и картой памяти слева). Внешний вид и массогабаритные показатели смартфона эксперты издания itc.ua оценивают следующей цитатой: «неуклюжий броневик». При этом официальной сертификации нет, поэтому, по данным тестов издания Keddr, смартфон неустойчив к падениям. Экран прибора покрыт защитным стеклом, которое защищает его от царапин ногтями и металлическими предметами, но не может уберечь от царапин песком, поскольку кварц (компонент песка) обладает большей твёрдостью, чем стекло.

## Программное обеспечение
Смартфон оснащён операционной системой Android 6.0 Marshmallow, разработанной в американской компании Google. Используется прошивка со встроенными сервисами Google (жарг. Gapps). В частности, предустановлен клиент магазина приложений и мультимедийного контента Google Play, с помощью которого смартфон можно оснастить большим количеством приложений от сторонних разработчиков. Предустановлен ряд стандартных приложений: медиаплеер, многофункциональные часы, просмотрщик фотографий, FM-радио, калькулятор и другие.

## Технические характеристики
- Экран: 5ʺ, IPS, 1920x1080
- Процессор: восьмиядерный MediaTek MT6750T, 1,5 ГГц
- Графический ускоритель: Mali-T860 MP2
- Операционная система: Android 6.0 Marshmallow, Android 7.0
- Оперативная память: 4 ГБ
- Встроенная память: 64 ГБ
- Поддержка карт памяти: microSDXC (до 128 ГБ) + OTG (USB Type-C 2.0)
- Связь: GSM 850/900/1800/1900 МГц || UMTS 850/900/2100 || LTE 1, 3, 7
- SIM: micro-SIM + nano-SIM (комбинированный слот)
- Беспроводные интерфейсы: Wi-Fi 802.11 a/b/g/n/ac, Bluetooth 4.0 LE, FM-радио
- Навигация: GPS, ГЛОНАСС
- Камеры: основная — 13 Мп (светодиодная вспышка, фазовый автофокус), фронтальная — 8 Мп
- Датчики: освещённости, приближения, акселерометр, электронный компас, сканер отпечатков пальцев
- Аккумулятор: 3500 мАч, несъёмный
- Габариты: 153х78,9х12,6 мм
- Вес: 222 грамма